# Acacia mitchellii
Acacia mitchellii är en ärtväxtart som beskrevs av George Bentham. Acacia mitchellii ingår i släktet akacior, och familjen ärtväxter. Inga underarter finns listade i Catalogue of Life.